# ۲۸ روباه
۲۸ روباه یک ستاره است که در صورت فلکی روباهک قرار دارد.